# ド・ラ・サール (小惑星)
ド・ラ・サール (3002 Delasalle) は小惑星帯に位置する小惑星。ベルギーの天文学者、アンリ・ドゥブオーニュがヨーロッパ南天天文台で発見した。
17世紀生まれのフランスの宗教家（司祭）・教育者のジャン＝バティスト・ド・ラ・サールから命名された（Dictionary of Minor Planet Names 著者: Lutz D. Schmadel）。